# Ходзьо Ясутокі
Ходзьо́ Ясуто́кі (яп. 北条泰時, ほうじょうやすとき; 1183―1242) — японський державний і політичний діяч, 3-й сіккен сьоґунату Камакура (1224—1242). Син Ходзьо Йосітокі. Дитяче ім'я — Конґо (金剛), прізвисько — Ематаро.
У 1218 році Ходзьо Ясутокі був призначений сьоґуном на посаду голови самурайського відомства самурайдокоро. У 1221 році він вперше отримав чиновницький титул заступника голови ремонтного відомства Імператорського дому (修理亮), після чого обіймав титули і посади заступника голови міністерства Цивільних справ (式部少丞), голови провінцій Суруґа і Мусасі, а також тимчасового управителя Лівого району столиці Кіото.
Зі спалахом смути Дзьокю 1221 року, Ясутокі разом зі своїм дядьком Ходзьо Токіфусою очолив війська сьоґунату, розбив сили роялістів і зайняв столицю Кіото. Після цього він обіймав посаду Рокухарського інспектора (1221—1224) і здійснював нагляд за Імператорським двором.
У 1224 році, по смерті батька, Ясутокі повернувся до Камакури і зайняв пост сьоґунського радника сіккена. Оскільки урядування його попередників сприймалося самураями як намагання роду Ходзьо встановити диктатуру в сьоґунаті, він повів курс на лібералізацію управління урядом. У 1225 році, з метою підвищення свого авторитету серед ґокенінів, Ясутокі запровадив інститут контрасигнаторів ренсьо (連署) і радників хьодзьо-сю (評定衆), а у 1232 році видав першу збірку самурайського права «Список покарань», яка стала взірцем для майбутніх законодавців Японії. Втім, дотримуючись м'якого курсу щодо самурайства, Ясутокі проводив сувору політику щодо столичних аристократів і Імператора.
У 1242 році Ясутокі захворів і прийняв чернечий постриг, обравши собі монаше ім'я Кан'а (観阿). Але не одужавши, помер. Ще за життя Ясутокі здобув славу вправного вояка і талановитого політика, а після своє смерті вважався взірцем самурая і державного мужа.